# McClintock Ridge
McClintock Ridge är en bergstopp i Antarktis. Den ligger i Östantarktis. Nya Zeeland gör anspråk på området. Toppen på McClintock Ridge är 1 400 meter över havet.
Terrängen runt McClintock Ridge är varierad. Trakten är obefolkad. Det finns inga samhällen i närheten.